# 月光エデン
月光エデン（げっこうエデン）はレイジを中心に結成された日本の３人組ロックバンドである。2005年1月に「My Sugar Bombz」として結成。音楽的にはカタにはまらない多様なジャンルを取り入れたミクスチャー。2007年、現在の名前に改名してDAIPRO-Xよりメジャーデビュー。

## メンバー
- 舞（2月3日 - ）ボーカル
- イケポン（4月24日 - ）ドラム

### 元メンバー
- 叶（ベース）2007年5月脱退
- レイジ（ギター）2007年9月脱退

## ディスコグラフィー

### ミニアルバム
1. 灼熱GO!GO!（2007年5月23日）

## ライブ活動など

### My Sugar Bombz時代の活動
- 結成当初は渋谷を中心にライブ活動を行なう。メジャーデビューを目指すために、嘉門達夫のナリキン投稿天国というパソコンテレビ・GyaO（バラエティ）で放送されている番組の目指せ！CDデビューに応募。楽曲ダウンロード数1位を獲得し、メジャーデビューを果たす。しかし、このメジャーデビュー直前にメンバーの叶が脱退。3人となる。

### 月光エデン時代の活動
- 毎週火曜23:00～深夜1:00にかけてブロードバンド・コミュニケーションサイトcasTYにて2007年5月1日より「新生ユニット“月光エデン”」という番組を生配信している。現在のライブ活動は月1程度であるが、通常のライブ活動以外にストリートライブを都内でおこなっていた。

### 無期限休止への経緯
- ギター、リーダーのレイジが2007年8月21日のひかり荘の生配信「新生ユニット“月光エデン”」で音楽の方向性の違いを理由に脱退を表明。これによりこの配信をもってレイジは降板となる。メジャーデビュー直前に脱退した叶に続き2人目となり、今後は舞、イケポンの2人で活動を行なうことになる。ただし、すぐに脱退と言うわけではなく、9月中旬のライブを最後に月光エデンとしての活動を終えた。
- レイジの脱退表明により、10月に予定されていたワンマンライブは中止となる。
- レイジの脱退以降、ボーカルとドラムのみになってしまい、弦楽器の演奏者がいないというバンドとしては致命的な状態となり、音楽活動を行なうには困難となってしまい、2007年12月に月光エデンでの無期限休止を発表。

## 復活
2008年より、元メンバーのレイジが復帰し、紅JAMというバンド名で活動再開。

## エピソード
月光エデンメジャーデビュー初のミニアルバム「灼熱GO!GO!」のCDを工場出荷時に、メンバーの叶が脱退したため、ミニアルバムには叶の姿もジャケットに写っている。